# Bridor
Bridor est une entreprise de fabrication de produits de boulangerie fondée par Louis Le Duff en 1988 et filiale du Groupe Le Duff. L'entreprise s'établit en Bretagne près de Rennes. Elle se convertit progressivement à la production de viennoiseries et pains surgelés.

## Historique
Les boulangeries industrielles et familiales Bridor sont fondées par Louis le Duff. La marque s'établit sur le continent nord-américain (d'abord au Québec, puis en Amérique du Nord) en vue de fournir ce marché. 
En 1988, Bridor de France s'établit en Bretagne, à Servon-sur-Vilaine, où se situe aujourd'hui son plus grand site de production. Au départ, il s'agit d'un centre d'études consacré à la recherche sur la fabrication de la boulangerie. La marque se consacre par la suite à la production de viennoiseries surgelées
En 2014 est inauguré le site de production de Louverné, en Mayenne.
Le chiffre d'affaires de Bridor est de 300 millions d'euros en 2012. En 2017, il est de 625 millions d'euros, dont 72% réalisés à l'export, dans plus de 90 pays. Bridor fournit 5% de sa production aux autres filiales du groupe Le Duff. En 2025, Bridor possède quinze usines à travers le monde et réalise un chiffre d'affaires de deux milliards d'euros.
En 2022, le projet d'implantation d'une usine de viennoiseries à Liffré, pour lequel l'autorité environnementale, l’Office français de la biodiversité et le schéma d’aménagement et de gestions des eaux ont émis des avis défavorables lors de l'enquête publique, crée une polémique,,,.

## Sites de fabrication
En 2018, Bridor possède dix sites de production dans le monde, dont quatre en France.
| Nom                | Pays      | Ville              | Taille (m²) |
| ------------------ | --------- | ------------------ | ----------- |
| Bridor de France   | France    | Servon sur Vilaine | 75 000 m²   |
| Bridor de France   | France    | Louverné           | 32 000 m²   |
| Bridor Pâtisserie  | France    | Pont de l'Isère    | 1 300 m²    |
| Graham-Bell Bakery | Canada    | Québec             | 11 241 m²   |
| De Rouen Bakery    | Canada    | Québec             | 4181 m²     |
| Vineland Bakery    | USA       | New Jersey         | 17 050 m²   |
| Amandine           | Chine     | Pékin              | 1 500 m²    |
| N/C                | Argentine | Buenos Aires       | N/C         |